# Jan Zegering Hadders
Jan Hinderikus Johannes Zegering Hadders (Emmen, 1 augustus 1946) is een Nederlands banktopman en voormalig politicus.

## Opleiding
Zegering Hadders, zoon van Roelof Zegering Hadders, behaalde in 1964 zijn eindexamen HBS-B en studeerde daarna economie aan de Rijksuniversiteit Groningen en is afgestudeerd in 1970. Hierna volgde hij een postdoctorale studie bedrijfskunde in Rotterdam en Delft. Verder volgde hij een advanced executive education programma aan de Wharton Business School.

## Werkzaamheden
Zegering Hadders begon zijn loopbaan bij de bank bij de AMRO waar hij tussen 1972 en 1986 diverse functies bekleedde bij de afdeling planning en control, de concernorganisatie en de strategie-afdeling. In 1986 werd hij benoemd tot Directeur Zakelijke Relaties van de Postbank wat hij na de fusie tot NMB-Postbank tot 1993 zou blijven. Hierna werd hij in de inmiddels ontstane ING-groep Directeur Organisatie in 1993 en een jaar later Directeur Corporate Communications & Strategy. Van 2000 tot 2007 was hij tot zijn pensioen de directievoorzitter van ING Nederland. In januari 2009 werd hij door de Vereniging van Effectenbezitters en het Belgische Deminor voorgesteld als bestuurslid van het nieuwe Fortis en werd op 13 februari 2009 benoemd. Tevens is Zegering Hadders sinds 1 maart 2008 lid van de Raad van Commissarissen van GET Holding NV.

## Nevenfuncties en personalia
Hij is commissaris bij CenE Bankiers. Zegering Hadders was daarnaast onder andere Lid van de Commissie mobiliteitsmarkt A4 (commissie Luteijn), de adviescommissie van het Ministerie Verkeer en Waterstaat. Van 1995 tot 2003 was hij tevens lid van de Provinciale Staten van Noord-Holland voor de VVD. Tot 2014 was hij fractievoorzitter namens deze partij in de gemeenteraad van Bussum. Zegering Hadders is getrouwd en heeft vier kinderen.